# Runensteine von Gunderup

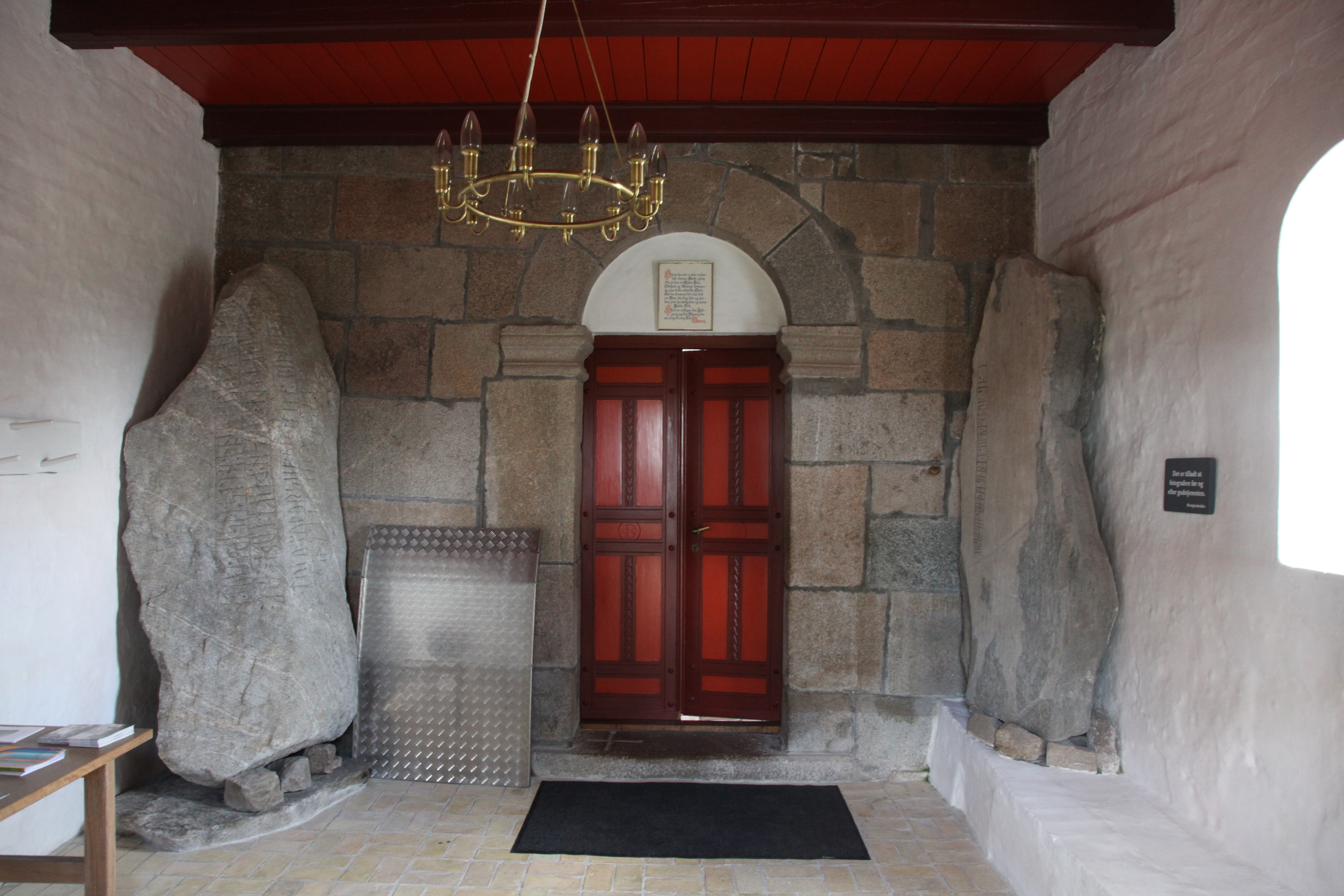
Runensteine von Gunderup

Die beiden Runensteine von Gunderup (DK NJy 46 auch DR 143 und DK NJy 47 auch DR 144) befinden sich seit 1895 im Waffenhaus der Kirche von Gunderup, südöstlich von Aalborg in Himmerland in Nordjütland in Dänemark.

## Stein I
Der Runenstein 1 aus dem 9. Jahrhundert wurde 1629 in Gunderup gefunden. Ursprünglich befand er sich auf einem Grabhügel in der Fialrø marck, nahe der Straße zwischen Fjellerad und Haals. Der Stein hat wahrscheinlich neben einem Hügel gestanden, der früh zerstört und als Kartoffelmiete verwendet wurde. Der Hügel wurde 1898 ausgegraben, ohne dass etwas anderes als zwei rechteckige Löcher mit Ziegelauskleidung zu finden waren. Die Inschrift lautet:
Toke errichtete diese Steine und machte dieses Monument nach seinem Stiefvater Abe (Ebbe), einem guten Thegn, und Tove, seiner Mutter. Sie liegen beide in diesem Hügel. Toke bekam Abes Nachlass.

Runensteine der Kirche von Gunderup
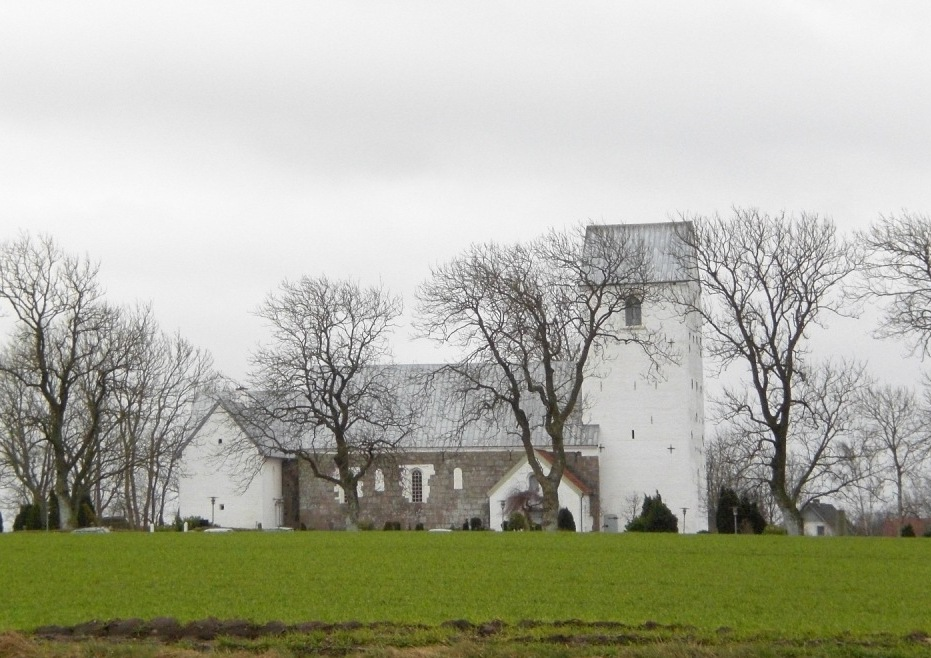
Kirche von  Gunderup
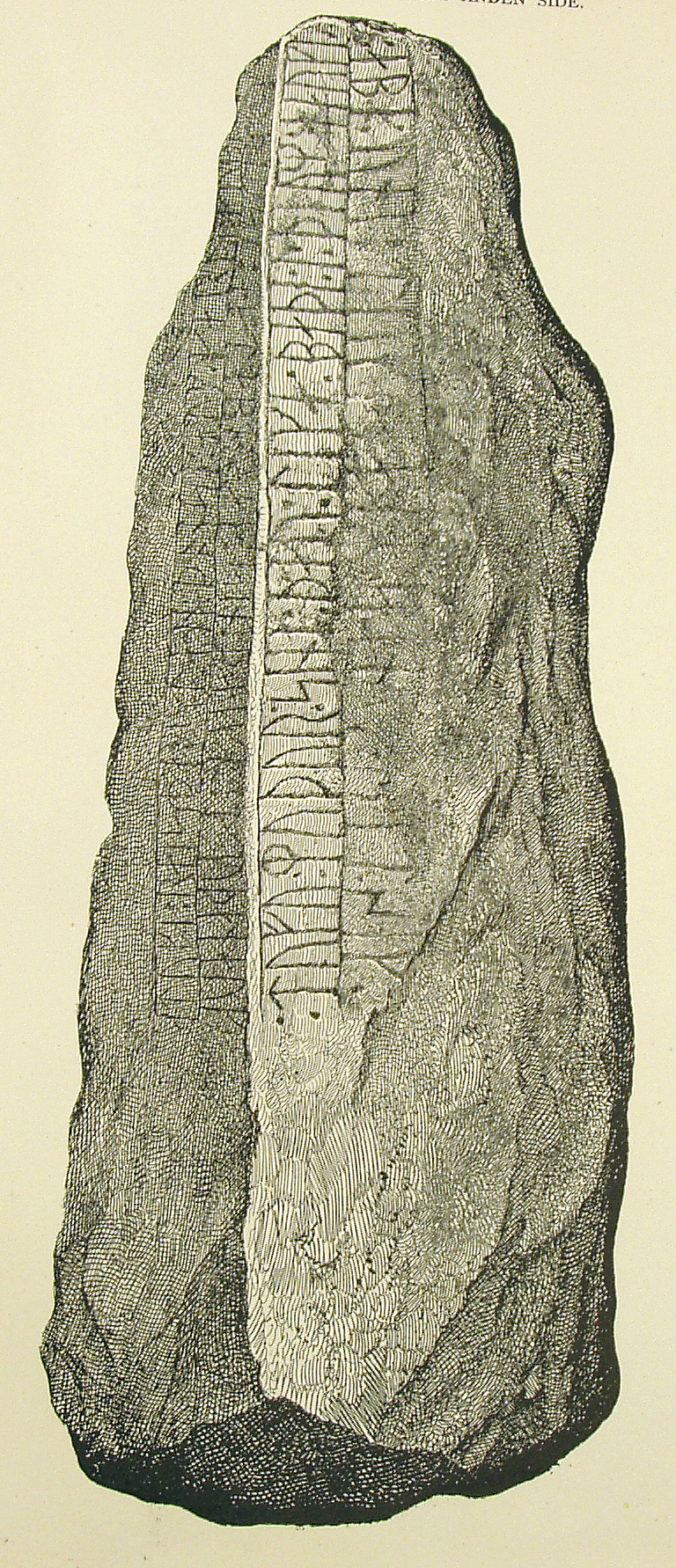
Runenstein 1 oder DR 143
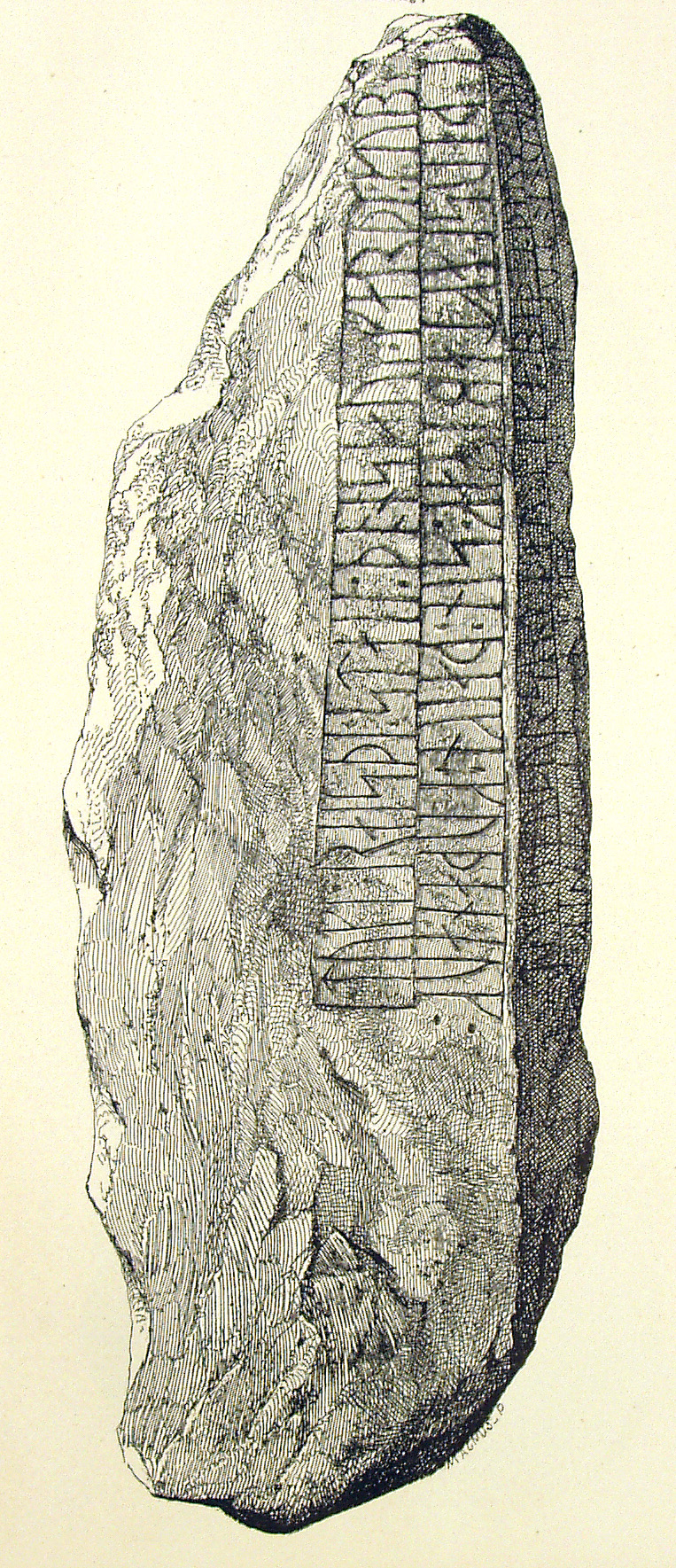
Runenstein 2 oder DR 144
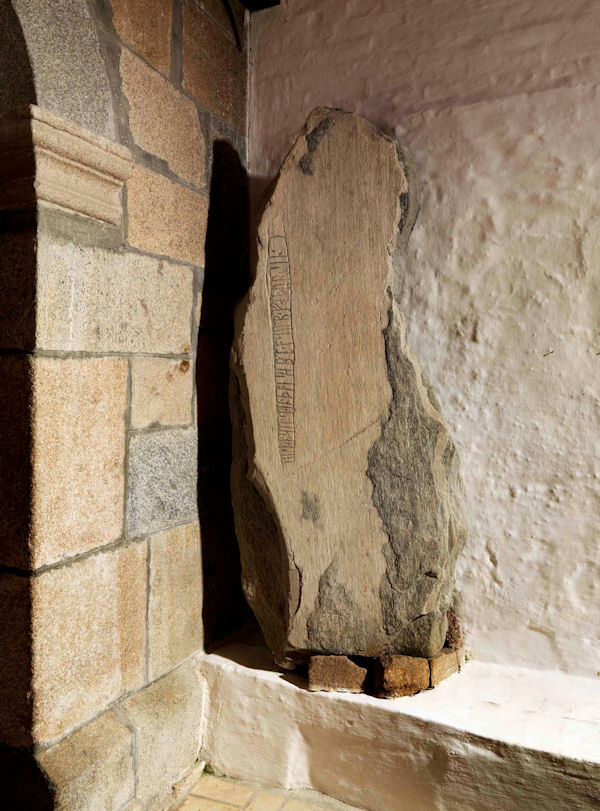
Runenstein 2 oder DR 144

Die Inschrift ist auf zwei benachbarten Seiten des Steins in Bustrophedonform angeordnet. Sie besagt, dass der Runenstein Teil eines größeren Denkmals war, möglicherweise im Stil der Glavendrupsteine, des Tryggevældesteins und des Runensteins an der Schiffssetzung von Bække. Er ist der einzige dänische Runenstein, der speziell das Erbe erwähnt. Dies mag daran liegen, dass der Steinsetzer Toke nicht in direkter Beziehung zum Erblasser Ebbe stand. Toke ist in Dänemark der gebräuchlichste Name auf Runensteinen. Der Sunder Vissing Stein II wurde ebenfalls von einem Mann namens Toke nach einem Mann namens Ebbe errichtet, aber es gibt keine Hinweise darauf, dass eine Verbindung zwischen den beiden besteht. Sunder Vissing Stein

## Stein II
Gunderup 2 wurde 1627 auf dem Friedhof von Gunderup gefunden und von Jon Skonvig (1600–1664) untersucht. Als Søren Abildgaard (1718–1791) ihn 1769 zeichnete, lag er mit der Inschrift nach unten auf dem Friedhof. Auch Ludvig F. A. Wimmer (1839–1920) fand den Stein an der Stelle. Seit 1895 befindet er sich in der Kirche  
Die Inschrift lautet:
ᛆᚢᛌᛏᛆᚿ ᛬ ᛌᛆᛏᛁ ᛬ ᛌᛏᛆᛁᚿ ᛫ ᚦᚭᚿᛌᛁ ᛬ ᛆᛒᛏ ᛫ ᚭᛌᚢᛚᛒ ᛫ ᚠᛆᚦᚢᚱ ᛫ ᛋᛁᚿ ᛫ 
Östen setzte diesen Stein nach Asulv, seinen Vater 
Die Inschrift steht in einer Linie auf einer flachen Seite am linken Rand und wird von unten nach oben gelesen. Sie zeigt Kurzzweigrunen, die auf dänischen Runensteinen sehr selten sind und nur auf einem der beiden Runensteine von Haithabu (Hedeby 2), die Asfrid setzte, zu sehen sind. Die Verwendung von Kurzzweigrunen deutet ebenso wie andere Merkmale auf eine Datierung in die ältere Wikingerzeit. Bisher wurden diese Elemente als Zeichen schwedischen Einflusses interpretiert, was Michael Lerche Nielsen ablehnt.